# Val-de-Scie
Val-de-Scie é uma comuna francesa na região administrativa da Normandia, no departamento do Sena Marítimo. Estende-se por uma área de 22.05 km². Em 2010 a comuna tinha 2 567 habitantes (densidade: 116,4 hab./km²).
Foi criada em 1 de janeiro de 2019, a partir da fusão das antigas comunas de Auffay (sede da comuna), Cressy e Sévis.